# Trayvou
Pour l’article ayant un titre homophone, voir Trévoux (homonymie).

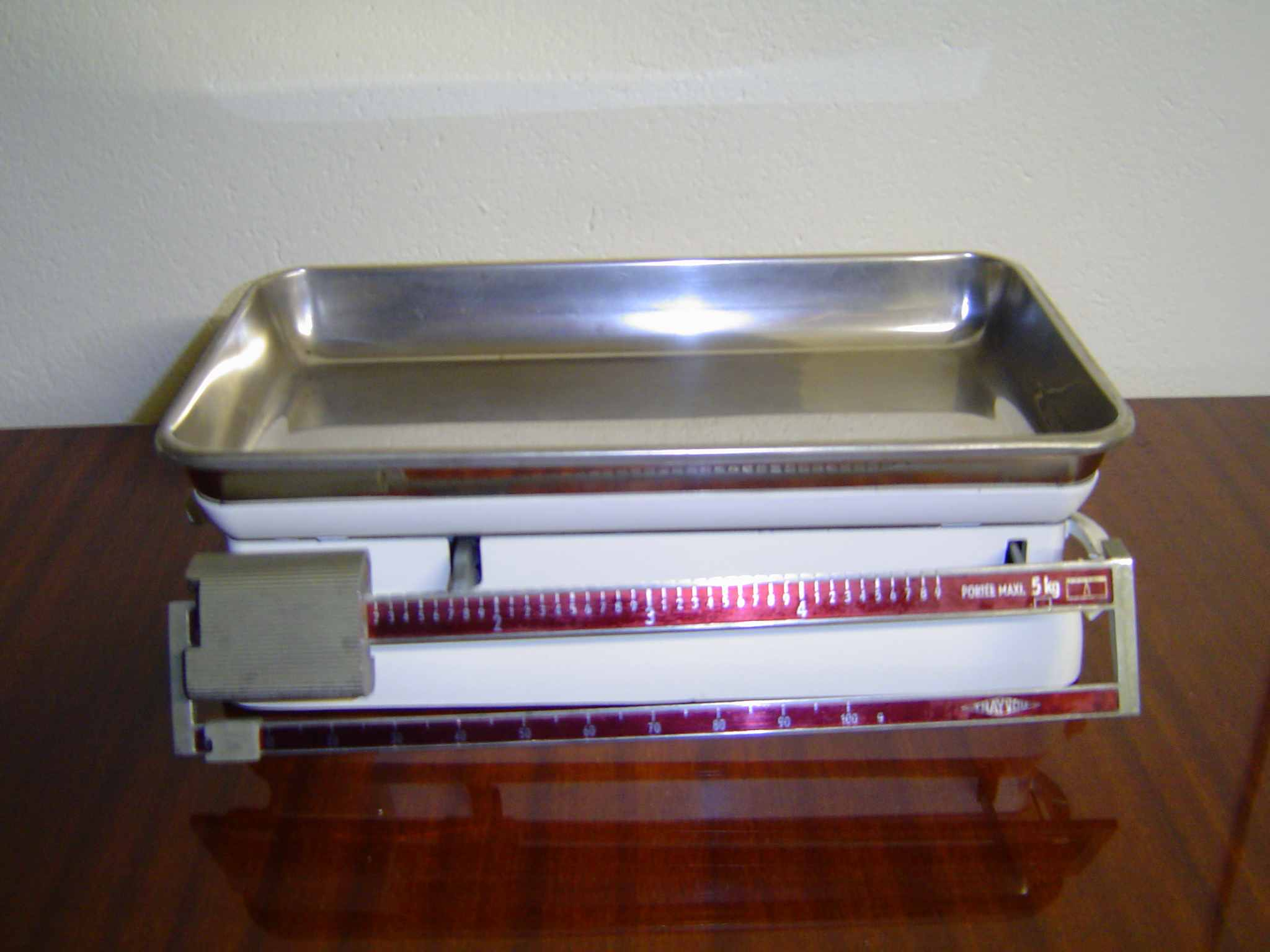
Une balance de ménage de marque Trayvou.

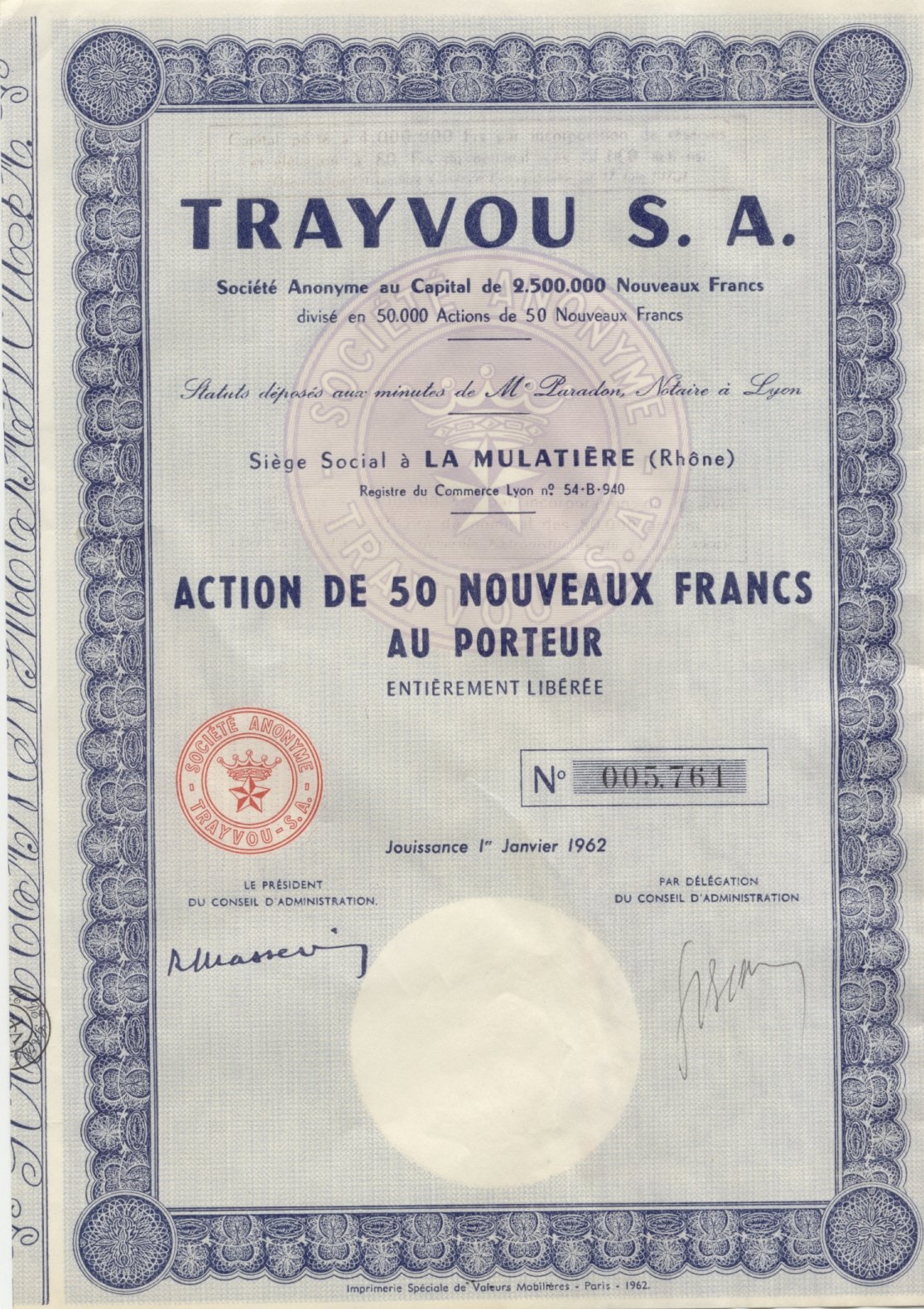
Action de la société Trayvou.

Trayvou est une entreprise française de fabrication d'instruments de pesage fondée au XIXe siècle qui a disparu dans les années 1990. Son siège était situé à La Mulatière, à proximité immédiate de Lyon.

## Histoire
Joseph Béranger nait en 1802 à Prissé, en Saône-et-Loire, il fait beaucoup pour que le système métrique se répande en France. D'abord simple ouvrier chez le sieur Turpin, il fonde en 1827, 10 cours du Trocadéro à Lyon Brotteaux, ses propres ateliers qui occupaient 300 personnes. En 1857, son gendre, Auguste Catenot, déplace les établissements Catenot-Béranger à La Mulatière, sur le site d'une société de hauts-fourneaux. Après le décès de son mari en 1863, la veuve Catenot-Béranger assume l'intérim à la tête de la société jusqu'à son remariage avec Benoît Trayvou en 1866, un ancien maître de forges originaire de Haute-Saône. Il prend la direction régionale des affaires, et donne son nom à la marque des balances fabriquées dans ces établissements. Ce développement industriel attire une population venue de toute la France et des pays voisins, Espagne, Italie.
À la mort de Trayvou en 1891, sa veuve fait d'Alice de Tricornot, épouse du comte Adolphe de Sainte-Marie d'Agneaux, sa légataire testamentaire. De 1891 à 1945 la société sera dirigée par des familles nobles.
A la Libération, après de graves ennuis financiers, l'entreprise est reprise par le groupe Schneider, par le biais de sa filiale l'U.L.F.I. Après plusieurs plans de restructuration, l'entreprise est absorbée par Testut puis par le groupe Bernard Tapie avant de fermer définitivement ses portes au début des années 1990.

### Formes juridiques
- 1892-1906 : Commandite simple
- 1906-1935 : Société en nom collectif (« Les successeurs de B. Trayvou »)
- 1935-1945 : SARL
- 1945-1991 : SA

Effectif salarié : 300 en 1842, 300 en 1885, 350 en 1906, 477 (le maximum) en 1926.

## La période Tapie
La société est une première fois acquise pour un franc symbolique par Bernard Tapie en 1988. Puis, en 1991, grâce à un emprunt obligataire de 100 millions de francs, Testut injecte 30 millions de francs dans Trayvou et en reprend le contrôle. Trayvou perdait alors 28 millions de francs en 1990, son endettement financier dépassait les 90 millions de francs. Un an plus tard, retour à la case départ : Testut consent un abandon de créance de 41 millions de francs et cède ses actions Trayvou à la SNC (société en nom collectif) Bernard Tapie pour un franc symbolique,.